# B-21 (Spanje)

De B-21

De B-21 is een geplande autovía in Catalonië. De snelweg zal 9,3 kilometer lang zijn en moet de A-2 verbinden met de haven van Barcelona.